# Eugen Căpățână
Marian Eugen Căpățână (n. 18 iunie 1986 în Balș, județul Olt) este un jucător român de rugby în XV. Evoluează pe postul de taloner (hook).

## Carieră
S-a născut la Balș, județul Olt, dar a crescut în Timișoara. Primele sporturi practicate au fost luptele și boxul. S-a apucat de rugby la vârsta de 18 ani, la sfatul băieților din cartier. S-a format la RCM Universitatea de Vest din Timișoara, unde a jucat toată cariera, începând ca aripă de grămadă (flanker). Cu aceasta formație a cucerit Cupa României în 2011, 2014, 2015, 2016, 2021,  titlul național SuperLiga în 2012, 2013, 2015, 2017, 2018 și Cupa Regelui, în 2015. Din 2011 a fost inclus și în echipa de dezvoltare Lupii București, care evoluează în Challenge Cup. 
Și-a făcut debutul la echipa națională a României într-o partidă de Cupa Europeană a Națiunilor cu Ucraina în martie 2012. A făcut parte din selecția care a câștigat Cupa Națiunilor IRB în 2013. A fost inclus în delegația de 31 de jucători la Cupa Mondială de Rugby din 2015. Până în iunie 2023, a strâns 53 de selecții în națională și a marcat 17 de puncte, înscriind două eseuri.